# Монокрил
Монокрил (англ. Monocryl) — монофиламентная синтетическая нить, материал — полиглекапрон. Очень мягкая и эластичная нить. Среднего срока поддержки раны. Монокрил — самая прочная из нитей «Этикона». Прочность на разрыв изменяется за время его нахождения в ране, составляя 60 % к 7-му дню, 30 % к 14-му дню, 0 % к 21-му дню. Полное рассасывание монокрила происходит за 90—120 дней.
За счёт своих качеств (срок поддержки, монофиламентность, мягкость) нить широко используется в урологии, она хороша для ушивания кожных ран, работе с тонкой кишкой.